# Мзамборо (остров)

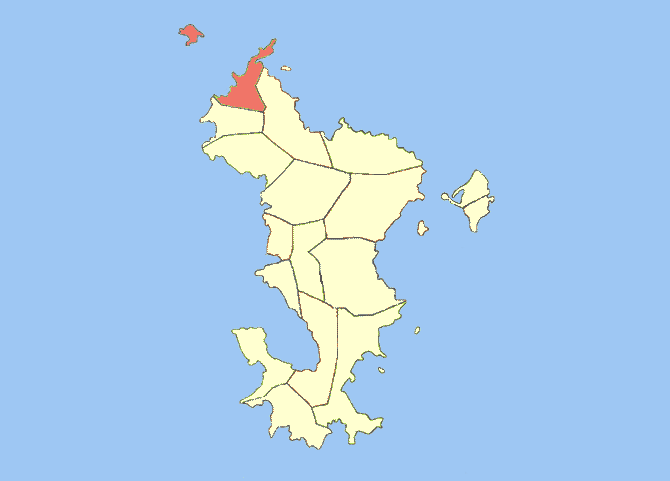
Коммуна Мзамборо на карте Майотты

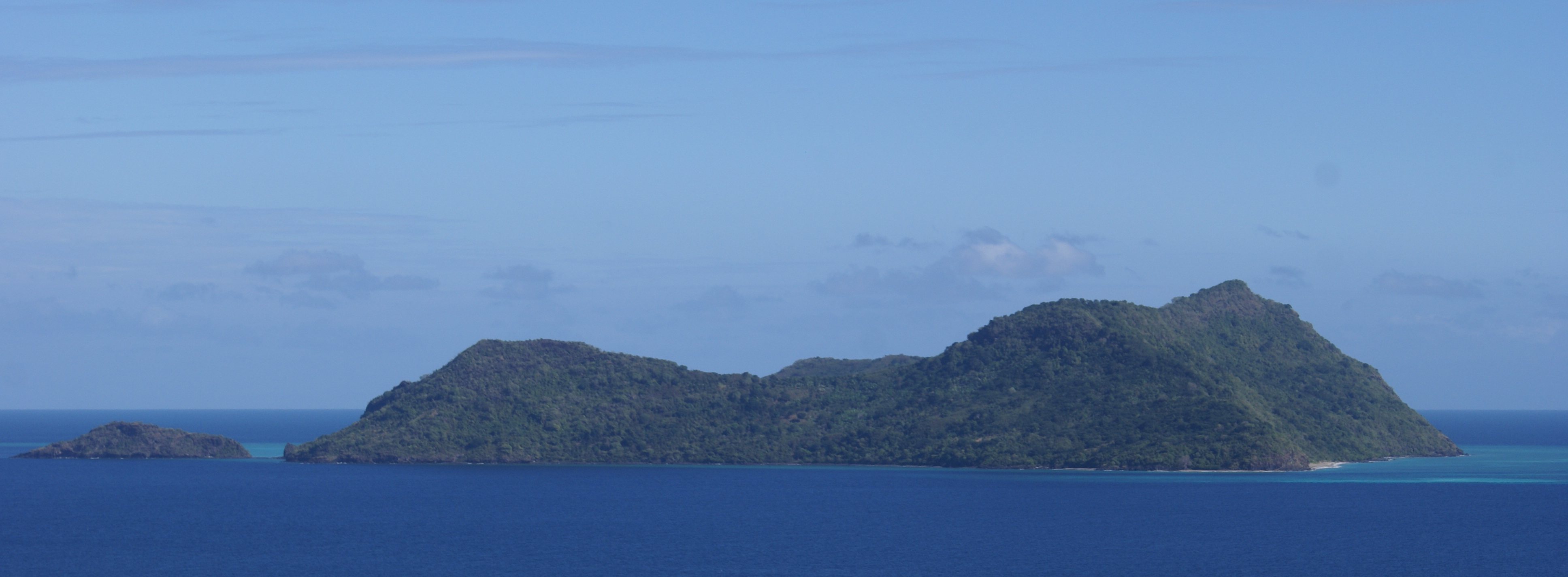
Остров Мзамборо на фото

Мзамборо (или Сисоа-Мзамборо; комор., фр. Chissioua Mtsamboro) — остров в Индийском океане в архипелаге Коморские острова. Общая площадь составляет около 2,6 км².
Мзамборо — третий по размеру остров заморского региона Франции Майотта, в целом на территорию которого претендуют Коморы.
Остров Мзамборо входит в состав одноимённой коммуны Мзамборо с центром в рыбацком посёлке Мзамборо, расположенного на северо-западном побережье острова Майотта (Маоре).
В проливе между островом Мзамборо и посёлком Мзамборо на Майотте (Маоре), расположена группа мелких островов Маландзамиа, включая о. Маландзамиажу и о. Маландзамиацини